# Meymūnaq
Meymūnaq (persiska: میمونق) är en ort i Iran.   Den ligger i provinsen Östazarbaijan, i den nordvästra delen av landet, 500 km väster om huvudstaden Teheran. Meymūnaq ligger 1 725 meter över havet och antalet invånare är 394.
Terrängen runt Meymūnaq är kuperad norrut, men söderut är den platt. Runt Meymūnaq är det ganska tätbefolkat, med 155 invånare per kvadratkilometer. Närmaste större samhälle är Marāgheh, 15,0 km väster om Meymūnaq. Trakten runt Meymūnaq består till största delen av jordbruksmark.